# When the World Comes Down
When the World Comes Down är det tredje studioalbumet av det amerikanska rockbandet The All-American Rejects, släppt den 16 december 2008.

## Låtlista
1. "I Wanna" - 3:29
2. "Fallin' Apart" - 3:27
3. "Damn Girl" - 3:52
4. "Gives You Hell" - 3:33
5. "Mona Lisa"  - 3:15
6. "Breakin'" - 3:59
7. "Another Heart Calls" (feat. The Pierces) - 4:09
8. "Real World" - 4:03
9. "Back to Me" - 4:29
10. "Believe" - 3:28
11. "The Wind Blows" - 4:22
12. "Sunshine" - 3:00